# 張問崇
張問崇（?—?），陝西省綏德直隸州清澗縣人，清朝政治人物、同進士出身。
光緒九年（1883年），参加癸未科殿試，登進士三甲126名。同年五月，著交吏部掣签分发各省，以知县即用。